# Josep Mayans Serra
Josep Miquel Mayans i Serra (Eivissa, 1969) és un polític pitiús que va ser diputat al Parlament de les Illes Balears per Formentera sota les sigles de l'AIPF. El 30 d'octubre de 2010 anuncià que a final de legislatura deixaria la política activa per discrepàncies amb el president del PP, José Ramón Bauzá.
La seva formació és d'enginyer agrònom i entrà en política el 2003. Durant la VI legislatura ha estat vicepresident del Consell Insular d'Eivissa i Formentera a més de portar la cartera d'Agricultura, Pesca i Medi Ambient.